# Гідрогеологія Азербайджану
На території Азербайджану в межах передгірської і низовинної зон виділяються декілька артезіанських басейнів, частина з них з прісними і слабомінералізованими підземними водами з природними ресурсами близько 86 400 тис. м³/добу.
У Кура-Араксинській низовині підземні води сильномінералізовані, на деякий ділянках з промисловим вмістом йоду і брому.
До гірських масивів Великого і Малого Кавказу приурочені невеликі басейни прісних вод; в неогенових відкладах передгір'я Джейранчель, Аджіноур, Кобустан поширені води підвищеної мінералізації, в долинах річок — прісні.
У гірській зоні відомо більше тисячі виходів мінеральних вод (в тому числі ґейзерів). Природні ресурси мінеральних вод понад 16 тис. м³/добу.